# Sprachenstatistik
Sprachenstatistik (auch Sprachstatistik) ist die Feststellung, welche Sprachen oder Sprachvarietäten von wie vielen Sprechern verwendet werden.

## Aspekte der Sprachenstatistik
Zu den Fragen, die eine Sprachenstatistik behandelt, gehören unter anderen
1. die Frage danach, wie viele Sprecher die verschiedenen Sprachen haben. Die läuft unter anderem darauf hinaus, dass Chinesisch vor Englisch die beiden weltweit am meisten verwendeten Sprachen sind.[1]
2. die Frage danach, in welchen Ländern eine bestimmte Sprache von wie vielen Sprechern verwendet wird. Eine solche Untersuchung hat das Institut für Deutsche Sprache/IDS zur Verwendung des Deutschen in 27 Ländern vorgelegt, die zeigt, dass Deutsch auch außerhalb der deutschsprachigen Länder weltweit eine gewisse Verbreitung hat.[2]
3. die Frage danach, welche Sprachen/Sprachvarietäten innerhalb eines Landes von wie vielen Sprechern verwendet werden. Für Deutschland kann man etwa auf Dänisch, Deutsch, Friesisch, Niederdeutsch und Sorbisch als herkömmliche Sprachen verweisen; hinzu kommt eine Vielzahl von Sprachen, die Migranten mitbrachten und auch noch weiter mitbringen.
4. die Frage danach, welche Sprachen sich durch Migration zusätzlich zu den herkömmlichen Sprachen etablieren. Beispielhaft können hier für Deutschland die Gastarbeiter- und Aussiedlersprachen sowie neuerdings verstärkt die Sprachen der politischen und wirtschaftlichen Flüchtlinge genannt werden.[3]
5. die Frage danach, bei welchen Gelegenheiten eine bestimmte Sprache verwendet wird. Menschen, die über mehrere Sprachen oder auch Varietäten von Sprachen verfügen, verwenden diese je nach Kommunikationssituation in unterschiedlicher Häufigkeit und Weise.[4]
6. Bei solchen Fragen interessiert immer auch, welche Verschiebungen sich mit der Zeit und hinsichtlich des Gebrauchs der Sprachen ergeben. König verdeutlicht in einer Graphik, wie die Bedeutung des Deutschen als Publikationssprache in wissenschaftlichen Zeitschriften sich in der Zeit von 1880 bis  1980 verschlechtert hat.[5]
7. Die Verwendung von Sprachen/Sprachvarietäten hängt von einer Vielzahl von Faktoren ab. Berufliche Notwendigkeiten führen dazu, dass in vielen Wissenschaften vermehrt Publikationen in englischer Sprache sich durchsetzen. Aber auch die Einstellungen der Sprecher, die noch dazu mit sozialen Faktoren wie Alter, Ausbildungsstand und Geschlecht variieren, spielen eine große Rolle. Eine repräsentative Umfrage zur Bewertung des Deutschen hat das Institut für Deutsche Sprache/IDS 1999 veröffentlicht.[6]